# Wakaliwood
Wakaliwood è una compagnia cinematografica in sviluppo a Wakaliga, nei bassifondi della capitale dell'Uganda, Kampala. Il principale regista è Nabwana Isaac Godfrey Geoffrey (meglio conosciuto come Nabwana I.G.G.), soprannominato il "Tarantino dell'Uganda" per la massiccia presenza di violenza nei suoi film. Wakaliwood è famosa per produzioni a bassissimo budget (intorno ai 200 $) e dalla forte violenza, come Who Killed Captain Alex?, Tebaatusasula, Bad Black e Tebaatusasula: EBOLA di prossima uscita.

## Storia

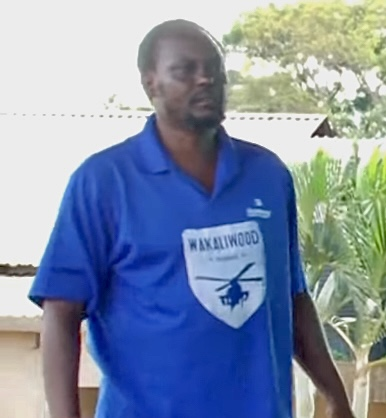
Nabwana I.G.G. nel 2019.

Alan Hofmanis, un direttore di festival cinematografici, guardò su YouTube un trailer di Who Killed Captain Alex? e decise di visitare lo studio di Isaac Nabwana per produrre un documentario. Lo studio realizza gli oggetti di scena e le louma attraverso materiali di fortuna e attrezzi per il fai da te, come avveniva agli inizi di Hollywood.
In Uganda, gli spettatori entrano in speciali sale dove i VJs narrano la storia durante la proiezione di un film, traducendo i dialoghi e aggiungendo il proprio commento - rendendo i film dei piccoli cult.
Il film Bad Black è stato favorito dalla critica e dal pubblico al Seattle International Film Festival del 2017, arrivando ad essere proiettato per ben quattro volte. La sessione di domande al regista avvenne tramite Skype.

## Filmografia
- Valentine: Satanic Day (2010)
- Tebaatusasula (2010, film perduto)
- Who Killed Captain Alex? (2010)
- The Return of Uncle Benon (2011)
- Rescue Team (2011)
- Bukunja Tekunja Mitti: The Cannibals (2012)
- Black: The Most C.I.D. Wanted (2012)
- The Crazy World: A Waka Starz Movie (2015)
- Bukunja Tekunja Mitti: The Cannibals (2015)
- The Revenge (2015)
- Attack on Nyege Nyege Island (2016)
- Bad Black (2016)
- Once a Soja (Agubiri The Gateman) (2017)
- The Ivory Trap (2017)
- Kapitano (2018)
- Heaven Shall Burn (2020)
- Operation Kakongoliro! The Ugandan Expendables (in lavorazione)
- Eaten Alive in Uganda (in lavorazione)
- Tebaatusasula: Ebola (in lavorazione)
- Revenge 2 (in lavorazione)
- Plan 9 From Uganda (in lavorazione)